# Titularbistum Materiana
Materiana ist ein Titularbistum der römisch-katholischen Kirche.
Es geht zurück auf einen untergegangenen Bischofssitz in der gleichnamigen antiken Stadt in der römischen Provinz Byzacena bzw. Africa proconsularis in der Sahelregion von Tunesien.
| Titularbischöfe von Materiana |                             |                                                                |                    |                  |
| Nr.                           | Name                        | Amt                                                            | von                | bis              |
| 1                             | József Bánk                 | Weihbischof in Győr (Ungarn)                                   | 15. September 1964 | 10. Januar 1969  |
| 2                             | Jorge Maria Hourton Poisson | Weihbischof in Puerto Montt, Santiago de Chile, Temuco (Chile) | 5. Februar 1969    | 5. Dezember 2011 |
| 3                             | José Manuel Romero Barrios  | Weihbischof in Barcelona (Venezuela)                           | 1. Februar 2012    | 31. Mai 2018     |
| 4                             | Algirdas Jurevičius         | Weihbischof in Kaunas (Litauen)                                | 2. Juli 2018       | 1. Juni 2020     |
| 5                             | Anton Ranjith Pillainayagam | Weihbischof in Colombo (Sri Lanka)                             | 13. Juli 2020      |                  |